# Mikroregiony v Libereckém kraji
Mikroregiony jsou regiony malého geografického měřítka. V Libereckém kraji byly zakládány od roku 1998 a jejich celkový počet je 28.
| Název                                            | Sídlo                 | Okres                               | Účel                                                                |
| ------------------------------------------------ | --------------------- | ----------------------------------- | ------------------------------------------------------------------- |
| Mikroregion Tábor                                | Lomnice nad Popelkou  | Jičín, Semily                       | vzájemná spolupráce a koordinace činností v oblasti rozvoje regionu |
| Císařský kámen                                   | Rádlo                 | Jablonec nad Nisou, Liberec         | vzájemná spolupráce a koordinace činností v oblasti rozvoje regionu |
| CZ Eden Bulovka                                  | Frýdlant              | Liberec                             | vzájemná spolupráce a koordinace činností v oblasti rozvoje regionu |
| Český ráj (mikroregion)                          | Vyskeř                | Jičín, Mladá Boleslav, Semily       | vzájemná spolupráce a koordinace činností v oblasti rozvoje regionu |
| Frýdlantsko (mikroregion)                        | Frýdlant              | Liberec                             | vzájemná spolupráce a koordinace činností v oblasti rozvoje regionu |
| Hrádecko – Chrastavsko                           | Chrastava             | Liberec                             | vzájemná spolupráce a koordinace činností v oblasti rozvoje regionu |
| Jilemnicko                                       | Jilemnice             | Semily, Trutnov                     | vzájemná spolupráce a koordinace činností v oblasti rozvoje regionu |
| Jizera (mikroregion)                             | Příšovice             | Liberec, Semily                     | vzájemná spolupráce a koordinace činností v oblasti rozvoje regionu |
| Jizerské hory (mikroregion)                      | Jablonec nad Nisou    | Jablonec nad Nisou                  | vzájemná spolupráce a koordinace činností v oblasti rozvoje regionu |
| Jizerské podhůří                                 | Chrastava             | Liberec                             | vzájemná spolupráce a koordinace činností v oblasti rozvoje regionu |
| Kamenice (mikroregion)                           | Jiřetín pod Bukovou   | Jablonec nad Nisou                  | vzájemná spolupráce a koordinace činností v oblasti rozvoje regionu |
| Kozákov (mikroregion)                            | Semily                | Semily                              | vzájemná spolupráce a koordinace činností v oblasti rozvoje regionu |
| Krkonoše - svazek měst a obcí                    | Vrchlabí              | Jablonec nad Nisou, Semily, Trutnov | vzájemná spolupráce a koordinace činností v oblasti rozvoje regionu |
| Máchův kraj                                      | Doksy                 | Česká Lípa, Mladá Boleslav          | vzájemná spolupráce a koordinace činností v oblasti rozvoje regionu |
| Podhůří                                          | Rovensko pod Troskami | Semily, Jičín                       | vzájemná spolupráce a koordinace činností v oblasti rozvoje regionu |
| Podještědí                                       | Český Dub             | Liberec                             | vzájemná spolupráce a koordinace činností v oblasti rozvoje regionu |
| Podkozákovsko                                    | Železný Brod          | Jablonec nad Nisou, Semily          | vzájemná spolupráce a koordinace činností v oblasti rozvoje regionu |
| Podralsko                                        | Osečná                | Česká Lípa, Mladá Boleslav, Liberec | vzájemná spolupráce a koordinace činností v oblasti rozvoje regionu |
| Pojizeří                                         | Benešov u Semil       | Semily                              | vzájemná spolupráce a koordinace činností v oblasti rozvoje regionu |
| Pramen Nisy                                      | Smržovka              | Jablonec nad Nisou                  | vzájemná spolupráce a koordinace činností v oblasti rozvoje regionu |
| Sdružení Peklo                                   | Sosnová               | Česká Lípa                          | vzájemná spolupráce a koordinace činností v oblasti rozvoje regionu |
| Sdružení přátel Frýdlantska                      | Frýdlant              | Liberec                             | vzájemná spolupráce a koordinace činností v oblasti rozvoje regionu |
| Secese (mikroregion)                             | Nové Město pod Smrkem | Liberec                             | vzájemná spolupráce a koordinace činností v oblasti rozvoje regionu |
| Svazek obcí Novoborska                           | Nový Bor              | Česká Lípa                          | vzájemná spolupráce a koordinace činností v oblasti rozvoje regionu |
| Svazek obcí SMRK                                 | Nové Město pod Smrkem | Liberec                             | vzájemná spolupráce a koordinace činností v oblasti rozvoje regionu |
| Tanvaldsko                                       | Tanvald               | Jablonec nad Nisou, Semily          | vzájemná spolupráce a koordinace činností v oblasti rozvoje regionu |
| Zájmové sdružení právnických osob Železnobrodsko | Bratříkov             | Jablonec nad Nisou                  | vzájemná spolupráce a koordinace činností v oblasti rozvoje regionu |
| Západ Českolipska                                | Žandov                | Česká Lípa                          | vzájemná spolupráce a koordinace činností v oblasti rozvoje regionu |